# Siergiej Andronow
Siergiej Władimirowicz Andronow, ros. Сергей Владимирович Андронов (ur. 19 lipca 1989 w Penzie) – rosyjski hokeista, reprezentant Rosji, dwukrotny olimpijczyk.

## Kariera
- Dizel 2 Penza (2004-2005)
- Łada 2 Togliatti (2005-2009)
- Łada Togliatti (2006-2009)
- CSKA Moskwa (2009-2012)
- Krasnaja Armija Moskwa (2011)
- Peoria Rivermen (2012-2013)
- Chicago Wolves (2013-2014)
- CSKA Moskwa (2014-2022)
- Łokomotiw Jarosław (2022-2024)
- SKA Sankt Petersburg (2024-)

Wychowanek Dizelu Penza. Następnie zawodnik Łady Togliatti. W drafcie NHL z 2009 został wybrany przez St. Louis Blues. Od grudnia 2009 roku zawodnik CSKA Moskwa, w którym grał do 2012 roku. W sezonie 2010/2011 grał także w juniorskiej drużynie tego klubu – Krasnaja Armija Moskwa – występującej w rozgrywkach Młodzieżowej Hokejowej Ligi, zdobywając z nią mistrzostwo rozgrywek. W sierpniu 2012 roku wyjechał do USA i został zawodnikiem Peoria Rivermen w rozgrywkach AHL, w barwach której grał w sezonie 2012/2013. W marcu 2013 roku podpisał kontrakt z klubem NHL, St. Louis Blues, jednak we wrześniu został przekazany do Chicago Wolves w AHL. Od sierpnia 2014 zawodnik CSKA Moskwa. W maju 2019 przedłużył kontrakt z tym klubem o trzy lata. Od czerwca 2022 zawodnik Łokomotiwu Jarosław. Po sezonie 2023/2024 przeszedł do SKA.
W barwach Rosji uczestniczył w turniejach mistrzostw świata do lat 18 edycji 2007, mistrzostw świata do lat 20 edycji 2009. W kadrze seniorskiej uczestniczył w turniejach mistrzostw świata edycji 2017, 2018, 2019. W ramach ekipy olimpijskich sportowców z Rosji brał udział w turnieju zimowych igrzysk olimpijskich 2018. W barwach reprezentacji Rosyjskiego Komitetu Olimpijskiego uczestniczył w turnieju zimowych igrzysk olimpijskich 2022.

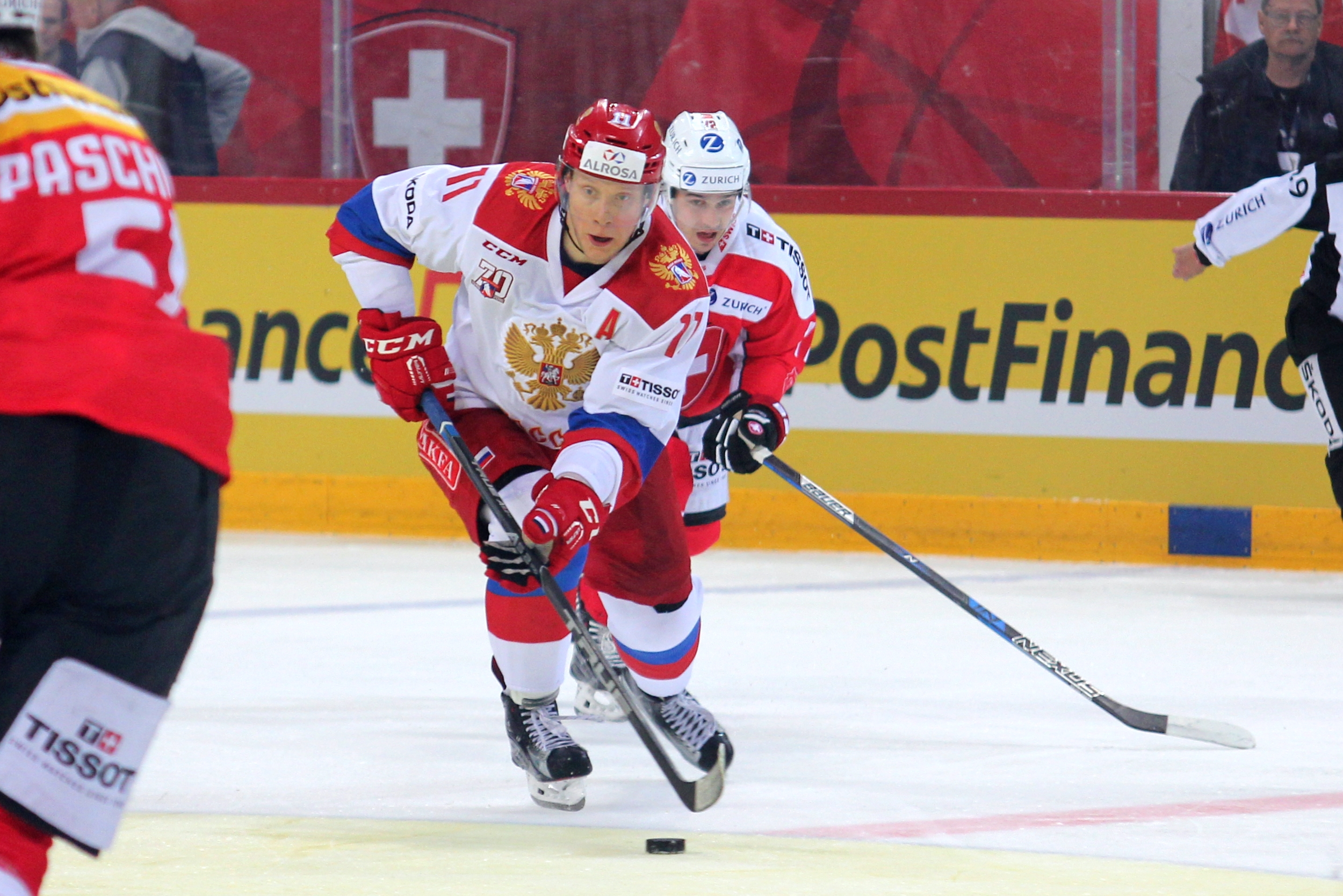
Siergiej Andronow w barwach reprezentacji Rosji (2017)

## Sukcesy
Reprezentacyjne
- Złoty medal mistrzostw świata juniorów do lat 18: 2007
- Brązowy medal mistrzostw świata juniorów do lat 20: 2009
- Brązowy medal mistrzostw świata: 2017, 2019
- Złoty medal zimowych igrzysk olimpijskich: 2018
- Srebrny medal zimowych igrzysk olimpijskich: 2022

Klubowe
- Puchar Charłamowa – mistrzostwo MHL: 2011 z Krasnaja Armija Moskwa
- Puchar Kontynentu: 2015, 2016, 2017, 2019 z CSKA Moskwa
- Puchar Gagarina – mistrzostwo KHL: 2019, 2022z CSKA Moskwa
- Złoty medal mistrzostw Rosji: 2019, 2020, 2022 z CSKA Moskwa

Indywidualne
- Mistrzostwa Świata Juniorów w Hokeju na Lodzie 2009/Elita:
  - Jeden z trzech najlepszych zawodników reprezentacji
- Mistrzostwa Świata w Hokeju na Lodzie 2018/Elita:
  - Jeden z trzech najlepszych zawodników reprezentacji w turnieju[8]

Wyróżnienie
- Zasłużony Mistrz Sportu Rosji w hokeju na lodzie (2018)[9]

Odznaczenie
- Order Przyjaźni (27 lutego 2018)[10]